# Rolex Sports Car Series 2005
Navigation
Édition précédente Édition suivante
Le 'Grand American Road Racing Championship 2005' (officiellement appelé le 2005 Rolex Sports Car Series) est la conquième saison du championnat américain d'endurance organisé part la Grand American Road Racing Association. L'édition 2003 se déroule du 5 février au 5 novembre. Deux catégories de voiture ont participé à cette saison, les Daytona Prototype (en) (DP) et les Grand Tourisme (GT). Les manches de Laguna Seca et du Mexique ont été rajoutées au calendrier.

## Calendrier
| N° | Date                        | Nom de la Course            | Durée     | Circuit                        | Lieu           | État, Pays             |
| -- | --------------------------- | --------------------------- | --------- | ------------------------------ | -------------- | ---------------------- |
| 1  | 5 février et 6 février      | Rolex 24 at Daytona         | 24 Heures | Daytona International Speedway | Daytona Beach  | Floride, États-Unis    |
| 2  | 5 mars                      | Grand Prix of Miami         | 250 Miles | Homestead-Miami Speedway       | Homestead      | Floride, États-Unis    |
| 3  | 3 avril                     | Ferrari Maserati 400        | 400 km    | California Speedway            | Fontana        | Californie, États-Unis |
| 4  | 1 mai                       | Road & Track 250            | 250 Miles | Mazda Raceway Laguna Seca      | Monterey       | Californie, États-Unis |
| 5  | 21 mai                      | 6 Hours of Mont-Tremblant   | 6 Heures  | Circuit Mont-Tremblant         | Mont-Tremblant | Québec, Canada         |
| 6  | 12 juin                     | Six Hours of the Glen       | 6 Heures  | Watkins Glen International     | Watkins Glen   | New York, États-Unis   |
| 7  | 30 juin                     | Brumos Porsche 250          | 250 Miles | Daytona International Speedway | Daytona Beach  | Floride, États-Unis    |
| 8  | 31 juillet                  | Porsche 250                 | 400 km    | Barber Motorsports Park        | Birmingham     | Alabama, États-Unis    |
| 9  | 12 août                     | CompUSA 200 at the Glen     | 200 Miles | Watkins Glen International     | Watkins Glen   | New York, États-Unis   |
| 10 | 27 août                     | EMCO Gears Classic          | 400 km    | Mid-Ohio Sports Car Course     | Lexington      | Ohio, États-Unis       |
| 11 | 9 septembre et 10 septembre | Phoenix 250†                | 250 Miles | Phoenix International Raceway  | Avondale       | Arizona, États-Unis    |
| 12 | 24 septembre                | Crown Royal 250 at the Glen | 250 Miles | Watkins Glen International     | Watkins Glen   | New York, États-Unis   |
| 13 | 9 octobre                   | VIR 400                     | 400 km    | Virginia International Raceway | Danville       | Virginie, États-Unis   |
| 14 | 5 novembre                  | Mexico City 250             | 250 Miles | Autódromo Hermanos Rodríguez   | Mexico         | Mexico, Mexique        |

† Les catégories DP et GT ont couru séparément à Phoenix.